# Минский сельсовет (Красноярский край)
Ми́нский сельсове́т — сельское поселение в Партизанском районе Красноярского края Российской Федерации.
Административный центр — посёлок Мина.

## История
Статус и границы сельского поселения установлены Законом Красноярского края от 18 февраля 2005 года № 13-3046 «Об установлении границ и наделении соответствующим статусом муниципального образования Партизанский район и находящихся в его границах иных муниципальных образований».

## Население
| 2010 | 2012  | 2013  | 2014  | 2015  | 2016  | 2017  |
| ---- | ----- | ----- | ----- | ----- | ----- | ----- |
| 1738 | ↘1702 | ↘1677 | ↘1644 | ↘1618 | ↘1602 | ↘1591 |

## Состав сельского поселения
| № | Населённый пункт | Тип населённого пункта          | Население |
| - | ---------------- | ------------------------------- | --------- |
| 1 | Ивановка         | посёлок                         | 2         |
| 2 | Имени Лукашевича | посёлок                         | 0         |
| 3 | Кой              | деревня                         | 269       |
| 4 | Кутурчин         | посёлок                         | 27        |
| 5 | Мана             | посёлок                         | 700       |
| 6 | Мина             | посёлок, административный центр | 541       |
| 7 | Хабайдак         | посёлок                         | 199       |

## Местное самоуправление
Минский сельский Совет депутатов
Дата избрания — 14 марта 2010 года. Срок полномочий — 5 лет. Количество депутатов — 11 человек.
Глава муниципального образования
Максимчук Юрий Владимирович. Дата избрания — 18 ноября 2022 года. Срок полномочий — 5 лет.